# LGA 1356
LGA 1356 (Socket B2) — процессорный разъем, совместимый с процессорами Intel Ivy Bridge и Sandy Bridge. Выполнен по технологии LGA. Представлен в 2012 году для сегмента двухпроцессорных серверов. Поддерживает 3 канала памяти DDR3.
LGA 1356 разработан в качестве замены LGA 1366 (Socket B). Представляет собой разъём с 1356 подпружиненными контактами. Процессоры LGA 1356 и LGA 1366 не совместимы друг с другом, так как у них разные расположения пазов.
Главное различие между LGA 2011 и LGA 1356 — наличие двух шин QPI на LGA 2011. LGA 1356 также располагает лишь одной шиной QPI. Другое заметное различие — наличие двух дополнительных линий PCI-E 3.0 на LGA 2011, а также поддержка им четвертого канала DDR3.